# Ritchie Blackmore
Ritchie Blackmore (anglès: Richard Hugh Blackmore)  (Weston-super-Mare, 14 d'abril de 1945), o també Richard Hugh Blackmore, és un guitarrista de rock que ha tocat per a grups com Deep Purple, Rainbow i Blackmore's Night. És considerat un dels guitarristes més importants de la història.

## Carrera
Influït per la manera de tocar la guitarra elèctrica de Jimi Hendrix, la tècnica del qual va saber combinar amb tons clàssics en els seus solos de guitarra (Bach, Mozart, etc.) a causa de la formació de guitarrista clàssica que tenia.
Destaca per la seva manipulació de l'escala pentatònica, escala i frases de blues, i modalitats clàssiques, com també d'evolucionar la improvisació al màxim en els seus concerts en directe, convertint-se en un referent, particularment en els anys a Rainbow, fins l'estil neoclàssic de la dècada de 1980.
Blackmore, criticat pel seu caràcter temperamental i sobrenomenat "Man in Black" pel seu estrany comportament tant dins com fora de l'escenari, va tenir una gran influència entre molts dels guitarristes que van venir després d'ell, i no només en la seva influència clàssica popularment reconeguda en el rock. El seu fraseig va ser sempre exemplar, i el llenguatge de les seves improvisacions singularment pur. Sempre ha estat un admirador de la Fender Stratocaster, guitarra que l'ha acompanyat al llarg de gairebé tota la seva trajectòria musical, encara que només usava, en tocar, dues de les tres pastilles de l'instrument (en les posicions pal i pont, concretament), el que confereix als seus solos un to molt particular i reconeixible. La resta del seu equip "clàssic" el conformen una enregistradora que posava entre l'instrument i el seu amplificador, un preamplificador a vàlvules i sens dubte un enorme Marshall modificat perquè tingués una sortida al voltant de 200 W. En algunes ocasions va utilitzar un pedal de Flanger, especialment recognoscible en el famós tema Mistreated (de l'àlbum Burn, amb David Coverdale) i en algunes cançons de Rainbow.
A finals de 1974, Ritchie Blackmore no es troba del tot satisfet amb Deep Purple. L'ona funky-soul que impregnava l'estil de la banda, motivada per la incorporació de Glenn Hughes i David Coverdale, no era de grat per a en Ritchie. D'altra banda, la negació de la resta de la banda d'interpretar el tema de Quatermass "The black sheep of the family" va desencadenar l'enuig definitiu d'en Ritchie.
Ritchie havia estat en contacte amb Ronnie James Dio, cantant d'ELF, grup que havia telonejat a Deep Purple a la seva gira anglesa d'aquell mateix any, i amb ell decideix formar la seva pròpia banda i incorpora a la banda de Dio, a excepció del guitarrista i amb aquesta formació gravarà el que serà el primer disc de Rainbow: Ritchie Blackmore's Rainbow.
És conegut per tocar amb desmesurada intuïció, el que no ha de portar a menysprear el seu bagatge teòric i la seva indiscutible tècnica. Majors, menors, disminuïts; qualsevol manera tonal sembla ser-li còmoda. En les seves actuacions en directe se li va arribar a acusar de tocar molt brut, ja que era freqüent que comencés a colpejar la guitarra a mitjan actuació, trenqués el pont a cops de palanca o senzillament es dediqués a deixar sonar alguns grups de notes mentre variava el seu so a cops amb l'instrument. A l'àlbum en directe Made in Japan, que va gravar amb Deep Purple en els '70, es dona una bona prova d'això.
És considerat també un dels pares del Heavy Metal especialment després de formar equip amb el vocalista Ronnie James Dio, amb qui va fundar Rainbow.

## Discografia

### Pre-Deep Purple
- 1963 "Just Like Eddie" (Heinz)
- 1989 Rock Profile (Ritchie Blackmore)
- 1991 Rock Profile Vol. 2 (Ritchie Blackmore)
- 1991 The Derek Lawrence Sessions Take 1
- 1992 The Derek Lawrence Sessions Take 3
- 1994 Dreams Do Come True - The 45's Collection (Heinz)
- 1994 Take It! Sessions 63/68 (Ritchie Blackmore)
- 2005 Getaway - Groups & Sessions (Ritchie Blackmore)

### Aparicions com a convidat
- 1971 Green Bullfrog (Green Bulfrog)
- 1972 Hands Of Jack The Ripper (Screaming Lord Sutch & Heavy Friends)
- 1973 Hurry To The City (Randy Pie & Family, SP)
- 1974 I Survive (Adam Faith, "I Survive")
- 1980 Humanesque (Jack Green, "I Call, No Answer")
- 1990 The Earthquake Album (Rock Aid Armenia, "Smoke On The Water '90")
- 1992 Caché Derriève (Laurent Voulzy, "Guitare héraut")
- 1996 Twang! A Tribute To Hank Marvin & The Shadows ("Apache")
- 1996 All Right Now (Sweet, "All Right Now By Now", recorded live 1976)
- 1997 In A Metal Mood - No More Mr Nice Guy (Pat Boone, "Smoke on the water")
- 2003 Und Dein Roter Mund (Die Geyers, "Shepherd's Walk")

### Discografia a Blackmore's Night
Àlbums: 
- Shadow of the Moon (1997)
- Blackmore's Kingdom (1998)
- Under a Violet Moon (1999)
- Fires at Midnight (2001)
- Ghost of a Rose (2003)
- The Village Lanterne (2006)
- Winter Carols (2006)
- Secret Voyage (2008)

Àlbums en directe: 
- Past Times with Good Company (2002)

Àlbums de compilació: 
- Beyond the Sunset: The Romantic Collection (2004)

VHS/DVD en directe: 
- Shadow of the Moon (1997)
- Live in Germany '99 (2000)
- Castles and Dreams (2005)
- Paris Moon (2007)

### Aparicions en pel·lícules
- 1991 Deep Purple - Heavy Metal Pioneers
- 1995 Rock Family Trees - Deep Purple
- 2002 Classic Albums - Deep Purple's Machine Head
- 2006 Rainbow - In Their Own Words (arxiu)